# London (Ohio)
 For alternative betydninger, se London (flertydig). (Se også artikler, som begynder med London)
London er en amerikansk by og administrativt centrum i det amerikanske county Madison County, i staten Ohio. I 2004 havde byen et indbyggertal på 9.328.